# Bente (Vila Nova de Famalicão)
Bente ist ein Ort und eine ehemalige Gemeinde (Freguesia) im Norden Portugals.
Bente gehört zum Kreis Vila Nova de Famalicão im Distrikt Braga. Die Gemeinde hatte eine Fläche von 1,37 km² und 926 Einwohner (Stand 30. Juni 2011).
Am 29. September 2013 wurden die Gemeinden Bente und Carreira zur neuen Gemeinde União das Freguesias de Carreira e Bente zusammengeschlossen.